# Texas, Queensland

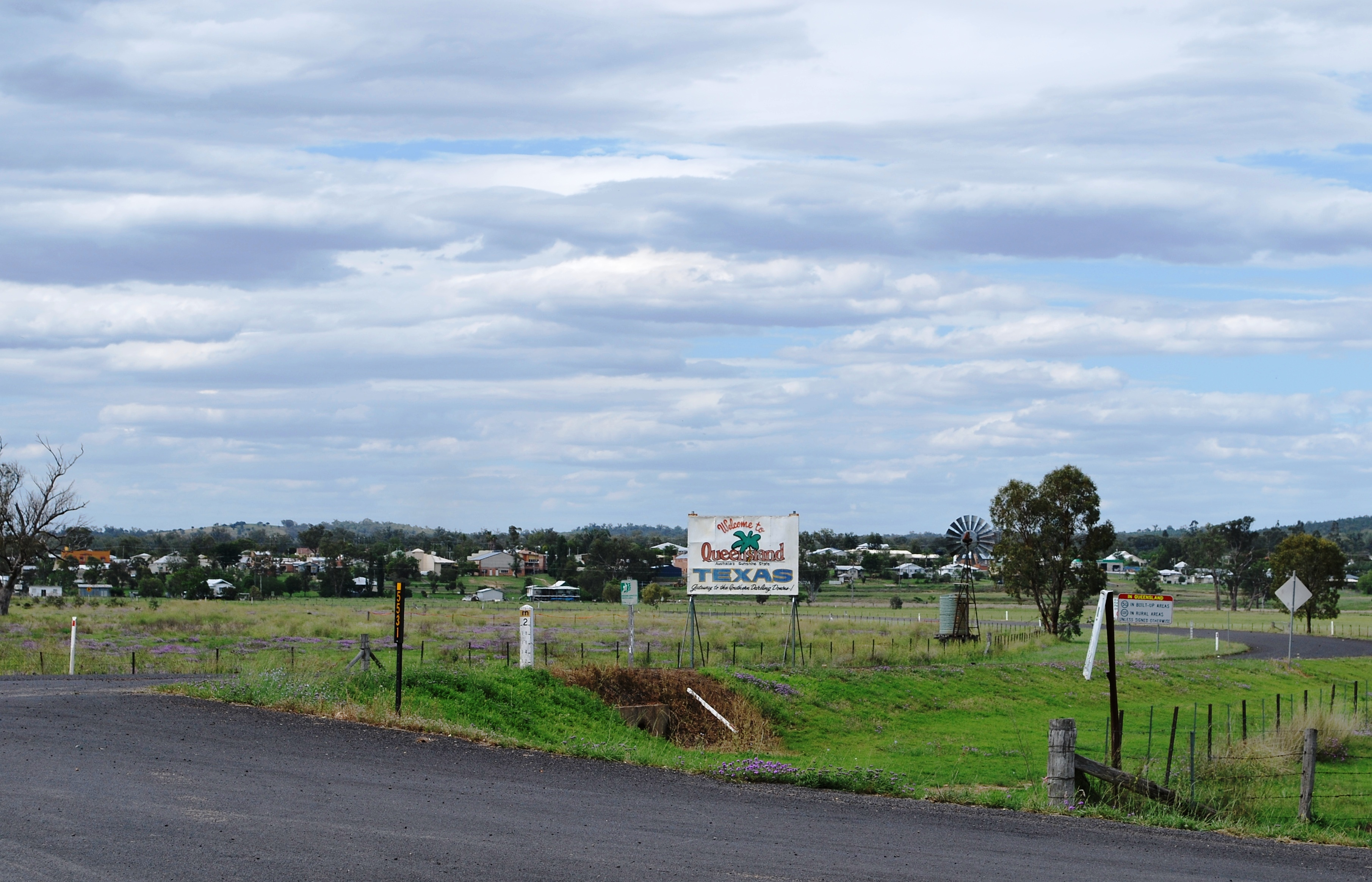

Texas är en stad i delstaten Queensland i Australien, två kilometer norr om gränsen mot New South Wales. Den dominerande industrin i regionen är jordbruk, men det finns även en silvergruva. Vid folkräkningen 2006 uppgick invånarantalet till 693 .
Fram till 1980 var tobaksindustrin viktig och många italienska familjer bosatte sig i området för att arbeta på odlingarna.